# Эскюроль (кантон)
Эскюро́ль (фр. Escurolles) — кантон во Франции, находится в регионе Овернь, департамент Алье. Входит в состав округа Виши.
Код INSEE кантона — 0310. Всего в кантон Эскюроль входит 13 коммун, из них главной коммуной является Эскюроль.

## Коммуны кантона
| Коммуна           | Население, чел. (1999) | Почтовый индекс | Код INSEE |
| ----------------- | ---------------------- | --------------- | --------- |
| Бельрив-сюр-Алье  | 8 448                  | 03700           | 03023     |
| Бру-Верне         | 1 068                  | 03110           | 03043     |
| Брюгеа            | 1 223                  | 03700           | 03044     |
| Ванда             | 1 968                  | 03110           | 03304     |
| Конья-Льон        | 547                    | 03110           | 03080     |
| Отрив             | 1 055                  | 03270           | 03126     |
| Сен-Дидье-ла-Форе | 360                    | 03110           | 03227     |
| Сен-Пон           | 449                    | 03110           | 03252     |
| Сен-Реми-ан-Ролла | 1 455                  | 03110           | 03258     |
| Сербан            | 689                    | 03700           | 03271     |
| Шармей            | 609                    | 03110           | 03060     |
| Эскюроль          | 657                    | 03110           | 03109     |
| Эспинас-Возель    | 739                    | 03110           | 03110     |

## Население
Население кантона на 2006 год составляло 20 414 человек.
| 1962   | 1968   | 1975   | 1982   | 1990   | 1999   | 2006   | 2007 | 2008 |
| ------ | ------ | ------ | ------ | ------ | ------ | ------ | ---- | ---- |
| 12 801 | 14 067 | 15 883 | 17 972 | 19 247 | 19 267 | 20 414 | —    | —    |